# 130. pehotni polk (Italija)
130. pehotni polk Perugia (izvirno italijansko 130º Reggimento fanteria) je bil pehotni polk (Kraljeve) Italijanske kopenske vojske.

## Zgodovina
Med prvo svetovno vojno je bil polk nastanjen na soški fronti in med drugo svetovno vojno v Jugoslaviji in Albaniji.